# مارغريت بي. سايمور
مارغريت بي. سايمور (بالإنجليزية: Margaret B. Seymour)‏ هي قاضية ومحامية أمريكية، ولدت في 1947 في واشنطن العاصمة في الولايات المتحدة.